# Luise zu Stolberg-Stolberg
Friederike Luise Gräfin zu Stolberg-Stolberg, geb. Gräfin Reventlow, verwitwete von Gramm (* 21. August 1746 in Kopenhagen; † 29. November 1824 in Pederstrup) war eine dänische Gräfin.

## Leben und Wirken
Luise Gräfin zu Stolberg-Stolberg war eine Tochter von Christian Ditlev Reventlow (1710–1775) und dessen Ehefrau Johanna Sophie, geb. Baronesse von Bothmer (1718–1754). Der Landreformer Christian Detlev von Reventlow war einer ihrer Brüder. Am 22. Mai 1761 heiratete sie 14-jährig den neun Jahre älteren dänischen Oberjägermeister und Kammerherrn Christian Friedrich von Gram(m) (* 11. Juni 1737 in Kopenhagen), einen Enkel von Friedrich von Gram und Neffen von Friedrich Carl von Gram, der nach problematischer Ehe am 27. Oktober 1768 verstarb. Eine zweite Ehe ging sie am 15. Juni 1777 zögerlich mit Christian Graf zu Stolberg-Stolberg ein.
Im Stolbergschen Adelshaus spielte Gräfin Luise eine besondere Rolle. Sie galt als geistig bedeutende, neben Katharina zu Stolberg-Stolberg allerdings auch als im menschlichen Umgang nicht einfache Persönlichkeit. Sie versuchte, das Leben in ihrer Familie auf Schloss Tremsbüttel als harmonisch darzustellen. Briefe, die Heinrich Christian Boie und Luise Mejer einander schrieben, stellen dies jedoch anders dar; Luise zu Stolberg-Stolberg wird darin als herrische Tyrannin beschrieben, deren Launen nur schwer auszuhalten waren. 
Friederike Brun besuchte Luise zu Stolberg-Stolberg 1784 in Weimar. Sie schilderte sie als spröde und oftmals erkältende Person. Beide verband eine Freundschaft, und sie schrieben sich bis Lebensende zahlreiche Briefe. Luise zu Stolberg-Stolberg war hauptsächlich mit dem Schreiben von Briefen beschäftigt und schrieb in manchen Jahren fast 1000 Stück. Darüber führte sie penibel Buch. Von 1783 bis 1792 führte sie eine umfangreiche, größtenteils erhaltene Korrespondenz mit Charles Bonnet. Im Stammbuch Friedrich von Matthissons findet sich ein Eintrag von ihr vom 13. April 1794.
Luise zu Stolberg-Stolbergs Briefe sind Quellen, die über das Privatleben hinaus Bedeutung haben. Sie las umfangreich in mehreren Sprachen und beschäftigte sich auch mit Philosophen wie Immanuel Kant. Sie wirkte an Christian zu Stolberg-Stolbergs Drama Otanes mit. Als Autorin befasste sie sich mit einer Fortsetzung von Emile oder über die Erziehung und schrieb das kleine Drama Emil.